# Хенсон, Говард Кит
Го́вард Кит Хе́нсон (род. в 1942 году) — американский электротехник и писатель, автор публикаций по аэрокосмической технике, космическому праву (соглашение о деятельности государств на Луне и других небесных телах), меметике, крионике, эволюционной психологии и физическим пределам трансгуманизма.
В 1975 году вместе со своей женой Кэролин Мэйнел основал L5 Society, ставившее перед собой задачи способствования космической колонизации и позже ставшее частью Национального космического общества.
Также получил известность как критик Церкви саентологии.

## Ранние годы
Отец Кита Хенсона, подполковник Говард У. Хенсон (1909—2001), был офицером армии США, большую часть своей карьеры служившим в армейской разведке. В связи с частой сменой места службы отца Кит к 7-му классу сменил семь школ. Значительное влияние в детстве на него оказало творчество Роберта Хайнлайна. Вскоре после выхода отца в отставку Кит окончил среднюю школу Прескотта (Аризона) и продолжил образование в Аризонском университете, где получил учёную степень в области электротехники.
На протяжении большей части учёбы в университете Хенсон работал в геофизической компании, в основном занимаясь разведкой с использованием метода наведённой поляризации в западной части США и Перу. Он также писал для компании программы сжатия данных и программировал геофизическую записывающую аппаратуру.

## Проектирование аналоговой техники
По окончании вуза Хенсон работал в компании Burr-Brown Research (англ., позже часть Texas Instruments) в Тусоне (Аризона). Работал в частности над квадратурными генераторами с крайне низким уровнем искажений и над модулями нелинейных функций. Получил свой первый патент за 4-квадрантный логарифмический и антилогарифмический умножитель. Позже основал собственную компанию по производству оборудования со специализированными компьютерными интерфейсами и промышленных управляющих устройств, получившую название Analog Precision, которую продал в 1985 году.

## Общество L5
В 1967 году женился на Кэролин Мейнел (развелись в 1981 году). В 1974 году физик Дэн Джонс, иногда занимавшийся скалолазанием вместе с Хенсоном, познакомил его с работой доктора Джерарда К. О’Нила о колонизации космоса. Для продвижения этой идеи Хенсон и Мейнел основали в 1975 году L5 Society.
Хенсон выступил соавтором трёх докладов для проходивших в Принстоне конференций по космической промышленности (в том числе в 1977 и 1979 годах — с Эриком Дрекслером). Обе совместные с Дрекслером работы (по производству материалов в паровой фазе и теплообменникам КЛА) закончились получением патентов.
В 1980 году, когда L5 Society выступила против Соглашения о деятельности государств на Луне, Хенсон давал показания перед Конгрессом. Этому опыту впоследствии была посвящена статья «Звёздные законы» (англ. Star Laws), которую Хенсон совместно с Эрел Лукас опубликовал в журнале Reason. Работа Хенсона оказала влияние на Тимоти Лири, который упоминал его в своих публикациях по космической миграции и продлению жизни.

## Крионика
После того как Эрик Дрекслер убедил Хенсона в том, что нанотехнологии способны обеспечить эффективность криоконсервации, Хенсон и его жена подписали договор о крионическом сохранении своих тел с компанией Alcor, включив в него также свою двухлетнюю дочь. Девочка стала самым молодым в истории клиентом «Алькора». После того как компания заморозила своего главного хирурга, Хенсон занялся изучением хирургии, в дальнейшем успешно проведя операцию коронарного шунтирования нескольким пациентам в крионическом стазисе Он также несколько лет вёл колонку для журнала «Алькора» Cryonics. Хенсон убедил стать клиентом «Алькора» Тимоти Лири, но в дальнейшем тот отказался от членства.
В 1985 году Хенсон переехал в Кремниевую долину, где выступил в качестве консультанта на съёмках нескольких фильмов и занимался отладкой программы уборки мусора для последней версии проекта Xanadu. 

## Меметика
В своей книге Metamagical Themas Дуглас Хофштадтер пишет, что название «меметика» (англ. memetics) для науки, изучающей мемы, предложила жена Хенсона Эрел Лукас. Сам Хенсон написал две статьи о мемах в 1967 году; одна из них появилась в журнале ANALOG Computing, а вторая — «Мемы, метамемы и политика» — распространялась в Интернете до того, как была опубликована.
Ричард Докинз, создатель понятия «мем», одобрительно цитирует во втором издании своей книги «Эгоистичный ген» придуманный Хенсоном неологизм «мемоиды», обозначающий «жертв, которые были захваченных мемом до такой степени, что их собственное выживание становится несущественным».

## Работы
- Henson, H.K., and K.E. Drexler: Vapor-phase Fabrication of Massive Structures in Space, Space Manufacturing AIAA 1977
- Henson, H.K., and K.E. Drexler: Gas Entrained Solids: A Heat Transfer Fluid for Use in Space Space Manufacturing AIAA 1979
- H. Keith Henson and Arel Lucas: STAR LAWS Reason Magazine, Aug., 1982
- Henson, H.K.: Memes, L5 and the religion of the space colonies. L5 News, September 1985, pp. 5-8.
- Henson, H.K.: More on Memes L5 News, June 1986
- Henson, H.Keith: MEMETICS AND THE MODULAR-MIND Analog August 1987
- Henson, Keith: «Memetics: The Science of Information Viruses». Whole Earth Review no. 57, 1987
- Henson, H. Keith: MegaScale Engineering and Nanotechnology, 1987
- Henson, H. Keith: Memes Meta-Memes and Politics, 1988 Alt.
- H. Keith Henson and Arel Lucas: Memes, Evolution, and Creationism, 1989,
- H. Keith Henson: Green Rage
- H. Keith Henson: and Arel Lucas: A Theoretical Understanding, 1993
- Keith Henson: Wogs at Cause--Car chases and other modern courtroom phenomena (adapted from the version published in Biased Journalism) Also
- H. Keith Henson: South of the Border at the Road Kill Cafe (Part 1)
- Henson, H. Keith: Sex, Drugs, and Cults. An evolutionary psychology perspective on why and how cult memes get a drug-like hold on people, and what might be done to mitigate the effects, The Human Nature Review 2002 Volume 2: 343—355
- H. Keith Henson: Evolutionary Psychology, Memes and the Origin of War. Also
- H. Keith Henson: A 2000 tonne per day Space Elevator ESA Conference presentation Feb 2007
- H. Keith Henson: , The Clinic Seed—Africa.
- Keith Henson: , Tunnel of Love.
- H. Keith Henson: Beamed Energy and the Economics of Space Based Solar Power, Beamed Energy Propulsion: 6th International Symposium, American Inst. of Physics, 2010 ISBN 978-0-7354-0774-9
- Keith Henson. Space Solar Power – Recent Conceptual Progress. The Oil Drum (3 июня 2011). Дата обращения: 11 августа 2011. Архивировано 19 мая 2013 года.
- Keith Henson. Transhumanism and the Human Expansion into Space: a Conflict with Physics. Дата обращения: 11 мая 2013. Архивировано 19 мая 2013 года.
- Keith Henson quotes